# The Future (film)
The Future è un film del 2011, scritto e diretto da Miranda July. Tra i protagonisti della pellicola figurano la stessa Miranda July e Hamish Linklater.

## Trama
Sophie (Miranda July) e Jason (Hamish Linklater) sono una coppia di fidanzati la cui relazione appare destinata a finire presto. Quando decidono di adottare un gatto randagio, peraltro bisognoso di cure, la loro visione della vita cambia radicalmente, costringendoli a mettere alla prova la fiducia nella loro coppia ed in loro stessi.